# Staré Smrkovice
Staré Smrkovice település Csehországban, a Jičíni járásban. Staré Smrkovice Ohnišťany, Smidary, Nevratice, Chomutice és Vysoké Veselí településekkel határos. Lakosainak száma 258 fő (2024. január 1.).

## Népesség
A település lakosságának változását az alábbi diagram mutatja:
| Lakosok száma | 733  | 674  | 638  | 357  | 259  | 257  | 277  | 260  | 246  | 258  |
|               | 1869 | 1900 | 1921 | 1961 | 1980 | 2011 | 2016 | 2019 | 2021 | 2024 |